# جزيرة شاتر (فلم)
جزيرة شاتر (بالإنجليزية: Shutter Island) فلم إثارة نفسية أمريكي صدر عام 2010 من إخراج مارتن سكورسيزي ومأخوذ عن رواية بنفس العنوان للكاتبة دينيس ليهان. الفلم من بطولة ليوناردو دي كابريو الذي يلعب دور المحقق إدوارد «تيدي» دانيلز الذي يحقق في حادثة اختفاء أحد المرضى في مستشفى نفسي واقع في جزيرة شاتر، مارك رافالو يلعب دور مرافقه، وبن كينغسلي يلعب دور الطبيب النفسي الرئيسي في المستشفى، وميشيل ويليامز بدور زوجة دانيلز. تلقى الفلم ملاحظات إيجابية من النقاد وحقق أرباحاً تُقدر 294 مليون دولار أمريكي من مبيعات شباك التذاكر.

## القصة
في 1954، ضابطان فيدراليان، إدوارد دانيلز وشريكه الجديد تشاك أول، يسافران إلى مشفى أشكليف للمجرمين المختلين عقلياً في جزيرة شاتر الواقعة قرب ميناء بوسطن، من أجل التحقيق في قضية اختفاء المريضة رايتشل سولاندو، المسجونة بسبب أغراقها لأطفالها الثلاثة. بعد وقت قصير من وصولهم إلى الجزيرة تهب عاصفة قوية تحول دون عودتهم مجدداً إلى اليابسة لعدة أيام. يقابل دانيلز رئيس المشفى الدكتور جون كولي الذي يرفض تسليم ملفات العاملين في المشفى ويمنعهم من تفتيش الجناح C ويخبرهم بأنه تم تفتيش منارة الجزيرة بالفعل.

## طاقم التمثيل
- ليوناردو دي كابريو بدور إدوارد «تيدي» دانيلز
- مارك رافالو بدور تشاك أول
- بن كينغسلي بدور د. جون كولي
- ماكس فون سيدو بدور د. جيرمايا نيرينغ
- ميشيل ويليامز بدور دولوريس شانيل
- إيميلي مورتيمير بدور رايتشل سولاندو
- باتريسيا كلاركسون بدور د. رايتشل سولاندو
- تيد ليفين بدور وأردن

## الإنتاج
في البداية حصلت كولومبيا بيكتشرز على حقوق رواية جزيرة شاتر للكاتب الأمريكي دينيس ليهان في عام 2003. ولكن لم تعمل كولومبيا بيكتشرز على هذا المشروع، ليبيع ليهان حقوقها لشركة (Phoenix Pictures). تعاقدت فينيكس مع الكاتبة الأمريكية لايتا كالوغريديس، وطورا معًا الفلم لمدة عام. انجذب كل من المخرج مارتن سكورسيزي والممثل ليوناردو دي كابريو إلى المشروع. بدأ الإنتاج في 6 مارس 2008.
استلهم ليهان قصة المستشفى والجزيرة من جزيرة لونغ آيلاند (ماساتشوستس)، في ميناء بوسطن، والتي كان قد زارها خلال عاصفة ثلجية عام 1978 عندما كان طفلاً مع عمه وعائلته.
تم تصوير الفلم بشكل أساسي في ولاية ماساتشوستس، مع كون تونتون موقعًا لمشاهد الفلاش باك للحرب العالمية الثانية. قامت المباني الصناعية القديمة في مجمع ويتنتون ميلز في تونتون بتكرار معسكر الاعتقال داخاو. كان مستشفى ميدفيلد القديم في ميدفيلد (ماساتشوستس)، موقعًا رئيسيًا آخر. أراد الطاقم التصوير في مستشفى ولاية ووستر القديم، لكن هدم المباني المحيطة جعل ذلك مستحيلاً. تم استخدام حديقة بوردرلاند الحكومية في إيستون (ماساتشوستس)، في مشهد المقصورة. استخدم الفلم جزيرة بيدوكس كإعداد لجزيرة القصة. كان إيست بوينت، في ناهانت ماساتشوستس، موقعًا لمشاهد المنارة. تم تصوير المشاهد التي وقع فيها تيدي وتشاك في الإعصار في محمية ويلسون الجبلية في ديدام (ماساتشوستس). انتهى التصوير في 2 يوليو 2008.

## الإصدار

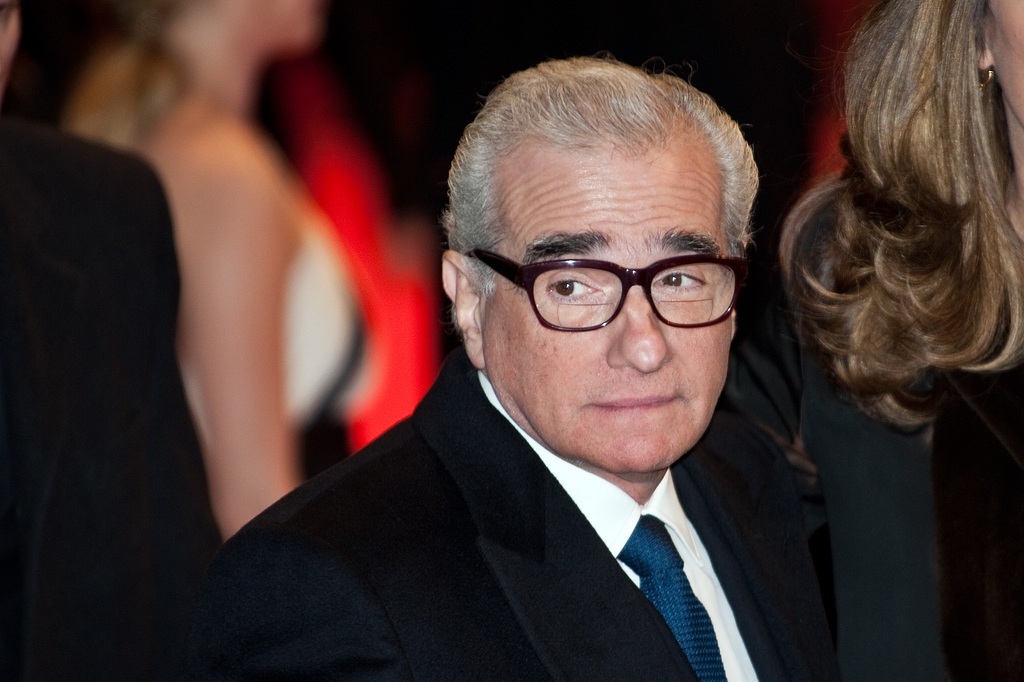
مارتن سكورسيزي في العرض الأول لللفلم، خلال مهرجان برلين السينمائي الدولي الستين

كان من المقرر أن تُصدر باراماونت بيكتشرز الفلم في الولايات المتحدة وكندا في 2 أكتوبر 2009. أعلنت شركة باراماونت لاحقًا أنها ستؤجل تاريخ الإصدار إلى 19 فبراير 2010. تعزو التقارير السبب إلى عدم امتلاك باراماونت «التمويل في سنة 2009 لإنفاق 50 إلى 60 مليون دولار اللازمة لتسويق عمل كبير مثل هذا»، وإلى أمل باراماونت في أن الاقتصاد قد ينتعش بما فيه الكفاية بحلول فبراير 2010.
تم عرض الفلم لأول مرة في الدورة الستين لمهرجان برلين السينمائي الدولي كجزء من عرض المنافسة في 13 فبراير 2010. قام الموزع الأسباني مانجا فلمز بتوزيع الفلم في إسبانيا بعد فوزه في سعر العطاء الذي قيل إنه وصل إلى نطاق يتراوح بين 6 و8 ملايين دولار.

## وصلات خارجية
- الموقع الرسمي
- جزيرة شاتر على موقع IMDb (الإنجليزية)
- جزيرة شاتر على موقع ميتاكريتيك (الإنجليزية)
- جزيرة شاتر على موقع الموسوعة البريطانية (الإنجليزية)
- جزيرة شاتر على موقع روتن توميتوز (الإنجليزية)
- جزيرة شاتر على موقع نتفليكس (الإنجليزية)
- جزيرة شاتر على موقع قاعدة بيانات الأفلام العربية
- جزيرة شاتر على موقع ألو سيني (الفرنسية)
- جزيرة شاتر على موقع Turner Classic Movies (الإنجليزية)
- جزيرة شاتر على موقع أول موفي (الإنجليزية)
- جزيرة شاتر على موقع بوكس أوفيس موجو (الإنجليزية)